# Ким Хак Сон
Ким Хак Сон (кор. 김학성; род. 28 февраля 1968, Пхёнчхан, Канвондо) — южнокорейский кёрлингист на колясках.
В составе сборной Республики Корея по кёрлингу на колясках серебряный призёр зимних Паралимпийских игр 2010, участник семи чемпионатов мира (лучший результат — серебряные призёры в 2008 и 2012).
В «командном» кёрлинге на колясках (команда из четырёх человек) играл в основном на позиции четвёртого, был скипом команды.

## Достижения
- Зимние Паралимпийские игры: серебро (2010).
- Чемпионат мира по кёрлингу на колясках: серебро (2008, 2012).

- Почётный приз за спортивное мастерство и честную игру на чемпионате мира по кёрлингу на колясках (англ. Wheelchair Fair Play Award, Wheelchair Sportsmanship Award)[3]: 2012.

## Команды
| Сезон   | Четвёртый   | Третий          | Второй        | Первый      | Запасной      | Тренер        | Турниры             |
| ------- | ----------- | --------------- | ------------- | ----------- | ------------- | ------------- | ------------------- |
| 2003—04 | Ким Хак Сон | Ким Мён Джин    | Cho Yae Lee   | Чо Ян Хён   | Kim Kab Seung | Ян Се Ён      | ЧМК 2004 (11 место) |
| 2004—05 | Ким Хак Сон | Ким Мён Джин    | Чо Ян Хён     | Cho Yae Lee | Ham Dong-Hee  | Kim Chang-Gyu | ЧМК 2005 (7 место)  |
| 2006—07 | Ким Хак Сон | Ким Мён Джин    | Чо Ян Хён     | Кан Ми Сук  | Ham Dong-Hee  | Kim Chang-Gyu | ЧМК 2007 (7 место)  |
| 2007—08 | Ким Хак Сон | Ким Мён Джин    | Чо Ян Хён     | Кан Ми Сук  | Ham Dong-Hee  | Квон Ён Иль   | ЧМК 2008            |
| 2008—09 | Ким Хак Сон | Пак Киль У      | Ким Мён Джин  | Чо Ян Хён   | Кан Ми Сук    | Hong Jun Pyo  | ЧМК 2009 (6 место)  |
| 2009—10 | Ким Хак Сон | Ким Мён Джин    | Пак Киль У    | Кан Ми Сук  | Чо Ян Хён     | Ян Се Ён      | ЗПИ 2010            |
| 2011—12 | Ким Хак Сон | Jung Seoung-Won | Noh Byeong-Il | Кан Ми Сук  | Bang Min-Ja   | Пак Квон Иль  | ЧМК 2012            |
| 2012—13 | Ким Хак Сон | Jung Seoung-Won | Noh Byeong-Il | Кан Ми Сук  | Bang Min-Ja   | Kim Woo-Taek  | ЧМК 2013 (9 место)  |

(скипы выделены полужирным шрифтом)

## Частная жизнь
Ким Хак Сон потерял подвижность нижней половины тела в результате производственной травмы в 1991 году, когда он работал строителем.
Закончил Сеульский институт искусств.
Кроме того он выступает за сборные Республики Корея по паралимпийской лёгкой атлетике в видах: метание копья, диска и толкание ядра.
Хобби: рыбалка, баскетбол на инвалидных колясках и рыбалка.